# Armando Obispo
Armando Obispo (Boxtel, 5 de marzo de 1999) es un futbolista neerlandés que juega en la demarcación de defensa para el PSV Eindhoven de la Eredivisie.

## Trayectoria
Tras empezar a formarse como futbolista con las filas inferiores del PSV Eindhoven, finalmente en 2016 ascendió al segundo equipo. Hizo su debut el 16 de septiembre de 2016 contra el FC Dordrecht. En 2018 subió al primer equipo, haciendo su debut el 17 de marzo de 2018 contra el VVV-Venlo en la Eredivisie. Desde entonces prácticamente no participó con el primer equipo y de cara a la temporada 2019-20 fue cedido al SBV Vitesse. Al término de la misma, regresó al conjunto de Eindhoven.

## Estadísticas

### Clubes
Actualizado al último partido disputado el 3 de agosto de 2025.
| Club                          | Div.          | Temporada     | Liga  | Liga  | Copas nacionales | Copas nacionales | Copas internacionales | Copas internacionales | Total | Total |
| Club                          | Div.          | Temporada     | Part. | Goles | Part.            | Goles            | Part.                 | Goles                 | Part. | Goles |
| ----------------------------- | ------------- | ------------- | ----- | ----- | ---------------- | ---------------- | --------------------- | --------------------- | ----- | ----- |
| Jong PSV · Países Bajos       | 2.ª           | 2016-17       | 3     | 0     | ―                | ―                | ―                     | ―                     | 3     | 0     |
| Jong PSV · Países Bajos       | 2.ª           | 2017-18       | 21    | 2     | ―                | ―                | ―                     | ―                     | 21    | 2     |
| PSV Eindhoven · Países Bajos  | 1.ª           | 2017-18       | 2     | 0     | 0                | 0                | 0                     | 0                     | 2     | 0     |
| PSV Eindhoven · Países Bajos  | 1.ª           | 2018-19       | 0     | 0     | 1                | 0                | 0                     | 0                     | 1     | 0     |
| Jong PSV · Países Bajos       | 2.ª           | 2018-19       | 12    | 0     | ―                | ―                | ―                     | ―                     | 12    | 0     |
| Vitesse Arnhem · Países Bajos | 1.ª           | 2019-20       | 26    | 0     | 2                | 0                | ―                     | ―                     | 28    | 0     |
| Vitesse Arnhem · Países Bajos | Total club    | Total club    | 26    | 0     | 2                | 0                | 0                     | 0                     | 28    | 0     |
| Jong PSV · Países Bajos       | 2.ª           | 2020-21       | 4     | 0     | ―                | ―                | ―                     | ―                     | 4     | 0     |
| Jong PSV · Países Bajos       | Total club    | Total club    | 40    | 2     | 0                | 0                | 0                     | 0                     | 40    | 2     |
| PSV Eindhoven · Países Bajos  | 1.ª           | 2020-21       | 5     | 0     | 0                | 0                | 0                     | 0                     | 5     | 0     |
| PSV Eindhoven · Países Bajos  | 1.ª           | 2021-22       | 17    | 1     | 3                | 0                | 8                     | 0                     | 28    | 1     |
| PSV Eindhoven · Países Bajos  | 1.ª           | 2022-23       | 22    | 2     | 1                | 0                | 10                    | 1                     | 33    | 3     |
| PSV Eindhoven · Países Bajos  | 1.ª           | 2023-24       | 9     | 0     | 0                | 0                | 2                     | 0                     | 11    | 0     |
| PSV Eindhoven · Países Bajos  | 1.ª           | 2024-25       | 14    | 1     | 3                | 0                | 6                     | 0                     | 23    | 1     |
| PSV Eindhoven · Países Bajos  | 1.ª           | 2025-26       | 0     | 0     | 1                | 0                | 0                     | 0                     | 1     | 0     |
| PSV Eindhoven · Países Bajos  | Total club    | Total club    | 69    | 4     | 9                | 0                | 26                    | 1                     | 104   | 5     |
| Total carrera                 | Total carrera | Total carrera | 135   | 6     | 11               | 0                | 26                    | 1                     | 172   | 7     |

## Palmarés

### Títulos nacionales
| Título                        | Club          | País         | Año  |
| ----------------------------- | ------------- | ------------ | ---- |
| Supercopa de los Países Bajos | PSV Eindhoven | Países Bajos | 2021 |
| Copa de los Países Bajos      | PSV Eindhoven | Países Bajos | 2022 |
| Supercopa de los Países Bajos | PSV Eindhoven | Países Bajos | 2022 |
| Copa de los Países Bajos      | PSV Eindhoven | Países Bajos | 2023 |
| Supercopa de los Países Bajos | PSV Eindhoven | Países Bajos | 2023 |
| Eredivisie                    | PSV Eindhoven | Países Bajos | 2024 |
| Eredivisie                    | PSV Eindhoven | Países Bajos | 2025 |
| Supercopa de los Países Bajos | PSV Eindhoven | Países Bajos | 2025 |